# Petrus Svenske
Petrus Petri Svenske, född 1531 i Stockholm, död 1591 i Höreda församling, Jönköpings län, var en svensk präst i Höreda församling.

## Biografi
Petrus Svenske föddes 1531 i Stockholm. Han var son till krigsöversten Peder Svenske i Vadstena. Svenske blev 1552 student vid Uppsala universitet och prästvigdes 1559. Han blev 1560 kyrkoherde i Höreda församling och avled 1591 i församlingen.
Svenske gifte 1560 med Karin Bröms. Hon tillhörde en gammal adlig släkt. De fick tillsammans dottern Beata Svenske som gifte sig med kyrkoherden Petrus Skarp i Höreda församling. Efter Svenskes död gifte Bröms om sig med kyrkoherden Johannes Brask i Höreda församling.